# NGC 4464
NGC 4464 este o astrophysical x-ray source⁠(d) situată în constelația Fecioara. A fost descoperită în 28 decembrie 1785 de către William Herschel. Se află la o distanță de 15,63 megaparseci de Pământ.